# Nikolaï Zaroudny
Nikolaï Alexeïevitch Zaroudny (en russe : Николай Алексеевич Зарудный ; orthographié Sarudny ou Zaroudnoï dans de vieux travaux) (1859 - mars 1919) est un explorateur et un zoologiste russe qui a étudié la faune, et particulièrement les oiseaux et les reptiles d'Asie centrale.

## Biographie
Il est né à Griakovo, en actuelle Ukraine. Il rédige son premier livre d'ornithologie en 1896 et fait cinq expéditions dans la région caspienne à partir de 1884 à 1892.
Entre 1895 et 1904, il effectua de nombreuses expéditions en Perse (Iran) où il récolta de nombreux échantillons de reptiles, amphibiens et poissons. Ces expéditions sont soutenues par la Société géographique de Russie et l'institut zoologique de Saint-Pétersbourg. Il a rassemblé près de 3 140 spécimens d'oiseaux et 50 000 d'insectes. Pour son travail la Société géographique de Russie lui a attribué la médaille de Prjevalski.
En 1918, il installe un musée à l'université de Tachkent. C'est à Tachkent, alors que ses derniers travaux sur l'ornithologie de la région du Turkestan ne sont pas terminés, qu'il meurt d'un empoisonnement accidentel. Il a édité 218 monographies au cours de sa vie et a donné son nom à de nombreuses espèces.

## Espèces
- Moineau de Zarudny (Passer zarudnyi) Pleske, 1896

## Publications
Ses principales publications sont :
- (fr) Oiseaux de la Contrée Trans-Caspienne (Bulletin de la Société impériale des naturalistes de Moscou, 1885).
- (fr) Recherches zoologiques dans la Contrée Trans-Caspienne (ib., 1890).
- Материалы для орнитологической фауны Северной Персии (ib., 1891) [Matériaux pour la faune ornithologique de la Perse septentrionale].
- (fr) Note sur une nouvelle espèce de mésange (ib., 1893).
- Les Reptiles, Amphibiens et Poissons de la Perse Orientale (1903) ;
- (ru) Troisième excursion en Perse orientale (Horassan, Seistan et Balouchistan perse) (1916).

## Source
- (en) Cet article est partiellement ou en totalité issu de l’article de Wikipédia en anglais intitulé « Nikolai Zarudny » (voir la liste des auteurs).